# Yanzatza
Yanzatza (o Yantzaza) è una parrocchia urbana dell'Ecuador, capoluogo dell'omonimo cantone, nella provincia di Zamora Chinchipe.